# 尾稃草属
尾稃草属（学名：Urochloa）是禾本科下的一个属，为一年生或多年生草本植物。该属共有约25种，分布于东半球热带地区。